# Métro léger de Salt Lake City
Pour les articles homonymes, voir Trax.
Le Métro léger de Salt Lake City (ou TRAX) est le réseau de métros légers de la ville de Salt Lake City, capitale de l'Utah, aux États-Unis. Ouvert en décembre 1999, il comporte actuellement trois lignes : la Green Line, Blue Line et Red Line.

## Réseau actuel

### Liste des lignes
| Ligne                    | Année d'ouverture (extensions) | Stations     | Longueur                   | Terminus |
| ------------------------ | ------------------------------ | ------------ | -------------------------- | --- |
| Blue Line UTA Route 701  | 1999 (2008, 2013)              | 21 2013 : 24 | 18,0 milles (28,968192 km) | Downtown – Sandy (Salt Lake Central – Sandy Civic Center) 2013 : Downtown – Draper (Salt Lake Central – Draper Town Center)                                          |
| Red Line UTA Route 703   | 2001 (2003, 2011)              | 25           |                            | University of Utah – Daybreak (University Medical Center – Daybreak Parkway)                                                                                         |
| Green Line UTA Route 704 | 2011 (2013)                    | 15 2013 : 18 |                            | Downtown – West Valley City (Salt Lake Central – West Valley Central) 2013 : Salt Lake City International Airport – West Valley City (Airport – West Valley Central) |